# Mouhet
Mouhet település Franciaországban, Indre megyében. Lakosainak száma 411 fő (2022. január 1.). Mouhet Azerables, Saint-Sébastien, La Châtre-Langlin, Parnac és Les Grands-Chézeaux községekkel határos.

## Népesség
A település népességének változása:
| Lakosok száma | 827  | 645  | 528  | 501  | 512  | 479  | 414  | 402  | 396  | 411  |
|               | 1968 | 1982 | 1990 | 2006 | 2013 | 2015 | 2017 | 2019 | 2020 | 2022 |